# Цареградский, Василий Михайлович
Васи́лий Миха́йлович Царегра́дский (ум. после 1944) — русский музыкант, пианист.
Учился в Придворной певческой капелле у М. А. Балакирева. В 1902 году организовал в Нижнем Новгороде частную музыкальную школу, где преподавал фортепиано. Среди его учеников были А. А. Касьянов и Б. Л. Жилинский. В 1918 году насчитывавшая 65 учеников школа была закрыта.
Цареградского выслали в Балахну. В 1930 во время обыска в его квартире были изъяты и уничтожены более 120 писем Балакирева и Ляпунова. В 1944 году он стал одним из основателей первой музыкальной школы в Балахне (сейчас Музыкальная школа № 1).
Цареградскому посвящён четвертый вальс Балакирева (1902).